# アフド54
| アフド54 （54年世代） عهد 54 Ahd 54 | アフド54 （54年世代） عهد 54 Ahd 54 |
| ----------------------------------- | ----------------------------------- |
| 党首                                | アリ・ファウジ・ルベン              |
| 成立年月日                          |                                     |
| 党本部所在地                        |                                     |
| 政治的立場                          |                                     |
| イメージカラー                      |                                     |
| 下院議席数                          | 2/389                               |
| 国際的提携                          | 特になし                            |
| ウェブサイト                        | http://www.ahd54.org/               |

アフド54（アラビア語: التجمع  عهد 54、Ahd 54、"54年世代"）は、アルジェリアの小政党。 党首は人権活動家のアリ・ファウジ・ルベン（Ali Fawzi Rebaine）である。アリ・ファウジ・ルベンは、アルジェリア初の人権団体を組織した人物であると自任している。「アフド54」の党名はアルジェリア独立戦争の勃発した1954年にちなむものである。2007年総選挙では国民議会に2議席を獲得した。